# John M. Phelps
John M. Phelps (* 1821; † 26. August 1884 in Point Pleasant, West Virginia) war ein US-amerikanischer Politiker der Republikanischen Partei, der unter anderem zwischen 1863 und 1865 Präsident des Senats von West Virginia sowie von 1871 bis 1883 Secretary of State des Bundesstaates West Virginia war.

## Leben
Phelps vertrat 1861 Mason County als Delegierter in der nach ihrem Tagungsort Wheeling benannten First Wheeling Convention, in der die Gründung des Staates West Virginia und die Loslösung vom sklavenhaltenden Virginia beschlossen wurde. Im Sezessionskrieg war er als Hauptmann Kompaniechef der E-Kompanie des 9. Infanterieregiments von West Virginia, ehe er 1863 aus dem aktiven Militärdienst ausschied, um sich einer unternehmerischen Tätigkeit zu widmen.
Phelps war zwischen 1863 und 1865 als Vertreter der der Republikanischen Partei erstmals Mitglied des Senats von West Virginia. Auf der konstituierenden Sitzung am 20. Juni 1863 in Wheeling wurde zum ersten Präsidenten des Staatssenats gewählt und bekleidete diese Funktion während der ersten halbjährigen Sitzungsperiode bis zu seiner Ablösung durch William E. Stevenson Anfang 1864. Auf der Senatssitzung am 4. Februar 1865 stimmte er für die Abschaffung der Sklaverei in West Virginia. 1869 wurde er abermals Mitglied des Senats des Bundesstaates, dem er nunmehr bis 1871 angehörte.
1870 wurde Phelps zum fünften Secretary of State des Bundesstaates West Virginia gewählt und übte dieses Amt als Nachfolger von James M. Pipes bis zu seiner Ablösung durch Charles Hedrick 1873 aus. Nach seinem Tode wurde er auf dem Lone Oak Cemetery in Point Pleasant beigesetzt.